# Greta Gerwig

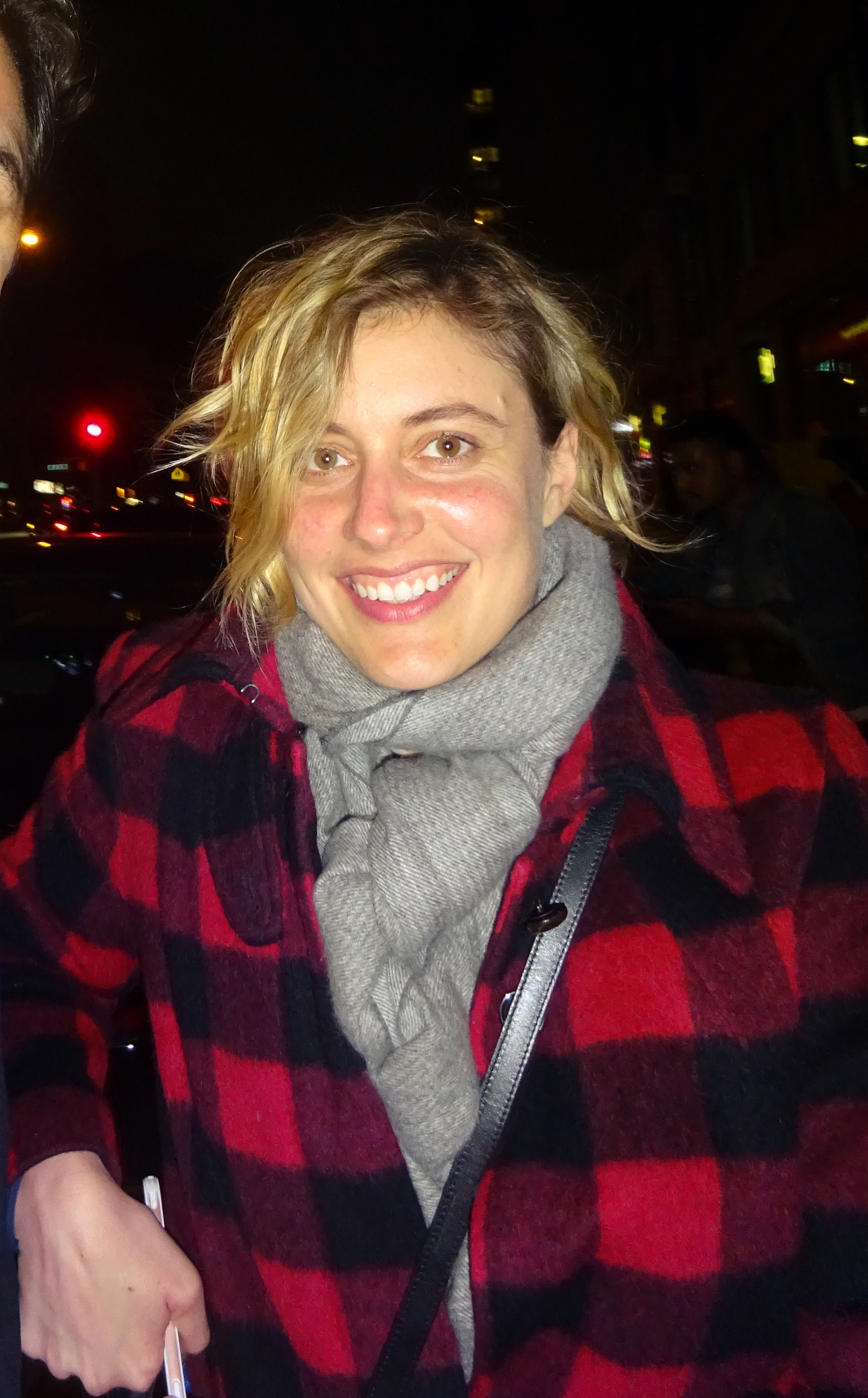
Greta Gerwig (2016)

Greta Celeste Gerwig (ur. 4 sierpnia 1983 w Sacramento) – amerykańska aktorka, reżyserka i scenarzystka filmowa, znana głównie z pracy w kinie niezależnym.

## Życiorys
Jako aktorka zadebiutowała w 2006 występami w niezależnych, niskobudżetowych komediach. W 2010 zagrała w filmie Noaha Baumbacha Greenberg. Wspólnie z reżyserem napisała scenariusz do filmu Frances Ha, a za występ w głównej roli w tej produkcji była nominowana do Złotego Globu. W 2011 była nominowana do nagrody Independent Spirit Award za główną rolę w filmie Greenberg. W 2017 była nominowana do Oscara za reżyserię filmu Lady Bird, zostając piątą kobietą w historii, która uzyskała nominację w tej kategorii Nagrody Akademii Filmowej. W 2019 roku zekranizowała powieść Małe kobietki autorstwa Louisy May Alcott. Film zyskał uznanie krytyków i otrzymał wiele nominacji do najważniejszych nagród filmowych, w tym Oscarów, Złotych Globów czy BAFTA. Wyreżyserowała film Barbie (2023), którego jest również scenarzystką.
Przewodniczyła obradom jury konkursu głównego na 77. MFF w Cannes (2024).

## Życie prywatne
Jej partnerem jest reżyser, Noah Baumbach, z którym mieszka na Brooklynie. W marcu 2019 urodziła pierwszego syna, Harolda, zaś w lutym 2023 drugiego.

## Filmografia
- 2006: Young American Bodies jako Greta
- 2006: Thanks for the Add! (film krótkometrażowy)
- 2006: LOL jako Greta
- 2007: Hannah wchodzi po schodach[9] jako Hannah
- 2008: Baghead jako Michelle
- 2008: Yeast jako Gen
- 2008: Noce i weekendy (Nights and Weekends) jako Mattie
- 2008: Quick Feet, Soft Hands (film krótkometrażowy) jako Lisa
- 2008: I Thought You Finally Completely Lost It jako Greta
- 2009: You Wont Miss Me jako Bridget
- 2009: Dom diabła (The House of the Devil) jako Megan
- 2009: Nowojorska przygoda[10] jako Tamera
- 2009: Family Tree (film krótkometrażowy)
- 2010: Greenberg jako Florence Marr
- 2010: Art House jako Nora Ohr
- 2010: Northern Comfort jako Cassandra
- 2011: Sex story (No Strings Attached) jako Patrice
- 2011: Talerz i łyżka (The Dish & the Spoon) jako Rose
- 2011: Arthur jako Naomi Quinn
- 2011: Pannice w opałach (Damsels in Distress) jako Violet
- 2011–2013: China, IL jako Pony Merks (głos)
- 2012: Zakochani w Rzymie (To Rome With Love) jako Sally
- 2012: Frances Ha jako Frances
- 2012: Lola Versus jako Lola
- 2012: The Corrections
- 2012: Jagoo (film krótkometrażowy) jako Olivia
- 2014: How I Met Your Dad jako Sally
- 2014: The Humbling jako Pegeen Mike Stapleford
- 2014: Eden jako Julia
- 2014: Untitled Public School Project
- 2015: Maggie's Plan jako Maggie
- 2016: Kobiety i XX wiek 20th Century Women jako Abbie
- 2016: Jackie jako Nancy Tuckerman
- 2016: Wiener-Dog jako Dawn Wiener
- 2017: Lady Bird (scenariusz i reżyseria)
- 2019: Małe kobietki (scenariusz i reżyseria)
- 2022: White Noise: jako Babette Gladney
- 2023: Barbie (scenariusz i reżyseria)